# Wizard
Wizard ist eine deutsche Heavy-Metal-Band, die um 1989 von Schlagzeuger Sören van Heek gegründet wurde. Sie spielt klassischen Heavy Metal (beziehungsweise True Metal) mit Speed-Metal-Elementen. Die Musiker stammen aus der Umgebung von Bocholt.

## Besetzung
Trotz der über 30-jährigen Bandgeschichte gab es bei Wizard nur wenige Besetzungswechsel. Von den sechs Gründungsmitgliedern sind heute noch Sven D’Anna (Gesang), Michael Maaß (Gitarre), Volker Leson (Bass) und Sören „Snoppi“ van Heek (Schlagzeug) in der Band, Sascha Visser (Gitarre) und Christian Müller (Bass) verließen die Band im Jahre 1993. Von September 2004 bis Mai 2007 legte Maaß eine dreijährige Pause ein, um Zeit für ein Studium zu haben. Dano Boland, der auch schon früher mit Snoppi und Leson zusammengespielt hatte, stieg als Ersatzgitarrist in die Band ein. Nach der Rückkehr von Maaß blieb Boland als zweiter Gitarrist in der Band.
Am 16. Dezember 2013 gab die Band auf Facebook bekannt, dass Volker Leson die Band aus gesundheitlichen Gründen verlassen muss und vorerst durch Arndt Ratering ersetzt wird.

## Geschichte

### Ursprünge
Bandgründer Snoppi spielt nach eigenen Angaben seit dem Jahr 1987 Schlagzeug. Zusammen mit Michael Maaß probte er im Keller des Elternhauses; zu dem Bandnamen Wizard wurde er durch ein Computerspiel inspiriert. Mit anderen Undergroundbands aus Bocholt wie Vebrifuge, Dr. Overdoze, Mandragore und Project X tauschten sie sich aus und kamen in Kontakt mit weiteren Musikern. Dies mündete im Jahre 1989 in der Vereinigung mit Mandragore zur Band Wizard, um Thrash Metal zu spielen.

### Anfänge
Recht schnell wechselte die Band das Genre hin zu klassischem Heavy Metal mit Speed-Metal-Einflüssen. Im Jahr 1991 nahm die Band mit bescheidenen Mitteln das Demo Legion of Doom auf und verteilte dieses auf selbsterstellten Kassettenkopien. Es folgten erste Liveauftritte. 1993 verließen Gitarrist Sascha Visser und Bassist Christian Müller die Band.
1995 wurde in Eigenregie das Debütalbum Son of Darkness aufgenommen und in einer Erstauflage von 1.000 CDs produziert. Wizard bekamen erste Interviews und Kritiken in Undergroundmagazinen wie z. B. dem United Forces („Kompromißloser True Metal“, Bewertung 78 %).
Volker Leson schrieb die Geschichte der Four Thunder Warriors (ein Alter Ego der Band) für die zweite Veröffentlichung, das Konzeptalbum Battle of Metal, das wiederum selbst unter dem von Snoppi gegründeten eigenen Musiklabel Bow-Records produziert wurde, nachdem sich kein renommiertes Label ernsthaft dafür interessierte. Das Album erzielte wiederum gute Kritiken (United Forces 96 %, Rock Hard 8,5 von 10 Punkten). Die Band verkaufte ca. 3.000 CDs dieses Albums und konnte als Vorgruppe für Edguy, Paul Di’Anno und Sacred Steel auf Tournee gehen.
Seit dem Sommer 2007 wurden in Onlineshops kostenpflichtige Downloads der ersten beiden Alben angeboten. Da dies nicht im Einvernehmen mit der Band geschah, Wizard aber rechtlich auch nicht dagegen vorgehen konnten, entschlossen sie sich, diese Musikstücke selbst auf ihrer Website kostenfrei zum Download bereitzustellen.

### Erster Plattenvertrag
Ein Plattenvertrag mit dem Label B.O. Records ermöglichte der Band 1998 die Aufnahme des dritten Albums Bound by Metal im Bochumer Studio Mohrmann. Gesundheitliche Probleme des Gitarristen Michael Maaß verzögerten die Aufnahmen jedoch, so dass das Album erst 1999 veröffentlicht wurde. Mit diesem Album gelang Wizard der Durchbruch im Metal-Underground (United Forces 100 %, Rock Hard 7,5 von 10 Punkten), in den ersten vier Wochen nach Veröffentlichung wurden 5.000 CDs verkauft. Mehrere geplante Tourneen und Auftritte konnten jedoch nicht realisiert werden. B.O. Records sprachen innerhalb von sechs Monaten nach der Veröffentlichung von Bound by Metal keine Option auf ein neues Album aus, so dass Wizard vertraglich nicht weiter an das Label gebunden waren.

### Limb Music
Die Erfolge der Band führten Anfang 2000 zu einem Plattenvertrag bei Limb Music Products (LMP) und der Aufnahme des vierten Albums Head of the Deceiver, das im Studio Mohrmann und den Black Solaris Studios von Uwe Lulis aufgenommen und 2001 veröffentlicht wurde. Das Album erreichte noch höhere Verkaufszahlen und wiederum gute Kritiken (Rock Hard 8 von 10 Punkten, Metal Hammer 6 von 7 Punkten). Höhepunkte in der Bandgeschichte waren 2002 die Auftritte auf der Hauptbühne True Metal Stage beim Wacken Open Air und dem Bang-Your-Head-Festival.
Im gleichen Jahr wurde bereits das nächste Album Odin produziert, diesmal in den Powerhouse Studios von Piet Sielck, und 2003 veröffentlicht. Im Januar 2004 gingen Wizard mit Grave Digger und Symphorce zwei Wochen lang in Deutschland, Österreich und der Schweiz auf Tournee, später folgten Festival-Auftritte. Schlagzeuger Snoppi bezeichnete das Album als „das erfolgreichste Werk“ und die Tour als den Höhepunkt der bisherigen Bandkarriere.
Im September 2004 nahm sich Michael Maaß eine Auszeit, um ein dreijähriges Studium zu beginnen. Ein Freund der Band, Dano Boland, ersetzte ihn. Die Aufnahme und Produktion von Magic Circle, dem sechsten Studioalbum der Band, das 2005 veröffentlicht wurde, war von vielen technischen Problemen und verringertem Budget überschattet; das Album konnte sich unter den anderen Veröffentlichungen der damaligen Zeit nicht behaupten und floppte.

### Massacre Records
Für die Produktion des nächsten Albums wechselten Wizard im Sommer 2006 zu Massacre Records und begannen einige Monate später mit den Aufnahmen für das Konzeptalbum Goochan im House-of-Music-Studio mit Dennis Ward (Pink Cream 69). Das Konzept – die Hexe Goochan rettet zusammen mit den Four Thunder Warriors die Welt vor einer Invasion durch Außerirdische – wurde von Volker Leson in Zusammenarbeit mit William B. Nuke geschrieben und als Taschenbuch veröffentlicht. Das Album erschien Anfang 2007 und erreichte nicht zuletzt in den Niederlanden gute Kritiken.
Nach dem Wiedereinstieg von Michael Maaß im Herbst 2007 gaben Wizard erstmals Livekonzerte in fünfköpfiger Besetzung. Das achte Studioalbum Thor wurde 2008 teilweise bei Andy Horn, teilweise im bandeigenen Studio von Volker Leson aufgenommen und von Achim Köhler (Primal Fear, Totenmond) abgemischt. Die Veröffentlichung folgte Anfang 2009. Wizard spielten in diesem Jahr auf dem Magic Circle Festival und zum ersten Mal in Griechenland mit Zed Yago, Paradox und MadMax.
Am 25. März 2011 brachten Wizard das Album ...Of Wariwulfs and Bluotvarwes heraus. Es handelt sich um ein Konzeptalbum nach der Trilogie um Hagen von Stein vom Wuppertaler Autor André Wiesler. Aufgenommen wurde das Album in den bandeigenen Magic Hall Studios, produziert wurde es wiederum von Achim Köhler. Das Cover-Artwork wurde von Steve Argyle entworfen. Die Promotion-Fotos wurden, wie für jedes Album seit Magic Circle, von Jochen van Eden aufgenommen, diesmal im Umfeld der Grenzlandstudios in Bocholt.
Wizard starteten ihre Promotiontour am 24. März 2011 in Cork und Dublin (Irland). Am 25. Juni 2011 spielten sie als Co-Headliner in Třinec (Tschechien), als Opener für Mr. Big. Am 13. August 2011 bestritten sie in Komen (Slowenien) als Co-Headliner für Destruction das Metalmania-Festival. Auf dem Hammerfest in Prestatyn (Wales) spielten Wizard vor Amon Amarth und Anthrax.
Wizard spielten am 19. Mai 2012 als Headliner im Mojoes in Joliet (Chicago, Vereinigte Staaten) auf dem Raggnarokkr-Festival, auf dem unter anderem auch Virgin Steele, Brocas Helm und Skull Fist auftraten.
Im September 2013 erschien das zehnte Album Trail Of Death, welches beim Onlinemagazin Undergrounded mit 6,5 von 10 Punkten abschnitt.

## Diskografie
- 1991: Legion of Doom (Demo, Eigenvertrieb)
- 1995: Son of Darkness (Bow-Records)
- 1997: Battle of Metal (Bow-Records)
- 1999: Bound by Metal (B.O. Records)
- 2001: Head of the Deceiver (LMP)
- 2003: Odin (LMP)
- 2005: Magic Circle (LMP)
- 2007: Goochan (Massacre Records)
- 2009: Thor (Massacre Records)
- 2011: … Of Wariwulfs and Bluotvarwes (Massacre Records)
- 2013: Trail of Death (Massacre Records)
- 2017: Fallen Kings (Massacre Records)
- 2021: Metal in My Head (Massacre Records)